# Michael Benson
Michael Benson, ameriški pisatelj, režiser, fotograf in producent razstav, * 31. marec 1962, München.

## Življenje in delo
Kot asistent uredništva je delal za The New York Times, a kmalu nadaljeval kariero kot svobodni novinar. Med drugim je prispeval raznolike članke za The Atlantic, Smithsonian, Artforum, The Nation in Rolling Stone, pa tudi za The Washington Post in The International Herald Tribune.  
Leta 1989 se je vpisal na NYU Graudate Film School, v Slovenijo pa se je preselil leta 1991, z namenom snemanja dokumentarnega filma Predictions of Fire, ki je prejel številne mednarodne nagrade, med drugim tudi nagrado National Film Board of Canada's Best Documentary Feature in 1996 Vancouver International Film Festival.
Je avtor mnogih knjig, tudi zbirke več tristo visokoobdelanih fotografij planetov in lun sončnega sistema ter Sonca. Benson je za knjigo na knjižnem sejmu v New Yorku prejel nagrado First Prize for Design, Special Trade General Books Category. Uspeh knjige nadaljuje tudi z mnogimi razstavami fotografij, ki temeljijo na vsebini knjige.
Benson je odgovorni urednik dveh revij, ki izhajata v angleškem jeziku in pokrivata slovensko območje, SEE Business in Slovenian Business Report.